# Songs from the Lion's Cage
 (octobre 2019).
Si vous disposez d'ouvrages ou d'articles de référence ou si vous connaissez des sites web de qualité traitant du thème abordé ici, merci de compléter l'article en donnant les références utiles à sa vérifiabilité et en les liant à la section « Notes et références ».
Albums de Arena
Pride
(1996)
Songs from the Lion's Cage est le premier album du groupe britannique de rock progressif Arena, sorti en 1995.
C'est le seul album d'Arena à comporter le chanteur John Carson et le bassiste Cliff Orsi.

## Liste des titres
Toutes les chansons sont de Clive Nolan & Mick Pointer.
| No | Titre                 | Durée |
| -- | --------------------- | ----- |
| 1. | Out of the Wilderness | 8:02  |
| 2. | Crying for Help I     | 1:22  |
| 3. | Valley of the Kings   | 10:10 |
| 4. | Crying for Help II    | 3:08  |
| 5. | Jericho.              | 6:50  |
| 6. | Crying for Help III   | 4:24  |
| 7. | Midas Vision          | 4:36  |
| 8. | Crying for Help IV    | 5:05  |
| 9. | Solomon               | 14:37 |

## Membres
- Clive Nolan — claviers
- Mick Pointer — batterie
- John Carson — chant
- Keith More — guitares
- Cliff Orsi — basse
- Steve Rothery — solo invité sur Crying For Help IV[5]